# Comté de Campbell (Wyoming)
Pour les articles homonymes, voir Comté de Campbell.
Le comté de Campbell est un comté de l'État du Wyoming dont le siège est Gillette. Selon le recensement de 2010, sa population est de 46 133 habitants. On trouve dans ce comté la mine de Coal Creek.